# Stenoptera montana
Stenoptera montana är en orkidéart som beskrevs av Charles Schweinfurth. Stenoptera montana ingår i släktet Stenoptera och familjen orkidéer. Inga underarter finns listade i Catalogue of Life.